# جوني نيلسون
جوني نيلسون (بالإنجليزية: Johnny Nelson)‏ مواليد 4 يناير 1967 في شفيلد، إنجلترا، هو ملاكم بريطاني. حقق بطولة منظمة الملاكمة العالمية.

## إحصائيات
خاض خلال مسيرته 59 نزالا، فاز في 45 وتعادل في 2 وخسر في 12. فاز بالضربة القاضية في 29 نزالا.

## روابط خارجية
- جوني نيلسون على موقع بوكس ريك (الإنجليزية) (registration required)